# Vol'sk
Vol'sk in russo Вольск? è una città dell'Oblast di Saratov, nella Russia europea, situata 147 km a nordest del capoluogo Saratov, sulla sponda destra del Volga, nella zona dove confluisce il fiume Bol'šoj Irgiz, affluente del Volga.
Venne fondata nel 1690 con il nome di Malykovka, e ha ricevuto lo status di città nel 1780, anno in cui è stata ribattezzata Volgsk.  Nel corso del XIX secolo il nome si è gradualmente trasformato in "Vol'sk".
Dopo la Rivoluzione Russa del 1917, Vol'sk divenne uno dei maggiori centri nella produzione del cemento ed è capoluogo del Vol'skij rajon.